# The Grudge (álbum)
The Grudge es el séptimo álbum de Mortiis, editado en 2004 por Earache Records.
Este disco, compuesto de 10 títulos, marca el inicio de su llamada "Era III", fue producido por Mortiis junto a Vegard Blomberg.
Tres años más tarde fue publicado un álbum con remixes de este trabajo, realizado por el mismo Mortiis, llamado Some Kind of Heroin.

## Lista de canciones
1. Broken Skin
2. Way Too Wicked
3. The Grudge
4. Decadent and Desperate
5. The Worst in Me
6. Gibber
7. Twist the Knife
8. The Lonliest Thing
9. Le petit cochon sordide
10. Asthma